# オ・バルコ・デ・バルデオーラス
オ・バルコ・デ・バルデオーラス（ガリシア語: O Barco de Valdeorras）は、スペイン・ガリシア州オウレンセ県のムニシピオ（基礎自治体）。オウレンセ、ベリンに次いで、オウレンセ県で3番目の人口規模を有する。コマルカ・デ・バルデオーラスの構成自治体で、同コマルカにおいて唯一市街地が存在し、中心都市となっている。ガリシア統計局によると、2011年の人口は14,123人（2010年：14,134人、2009年：14,213人、2006年：13,800人、2005年：13,700人、2004年：13,518人、2003年：13,507人）。住民呼称は、男女同形のbarquense、もしくはvaldeorrés/-sa。カスティーリャ語による表記はEl Barco de Valdeorras（エル・バルコ・デ・バルデオーラス）。
オ・バルコ・デ・バルデオーラスはオウレンセ県の北東の端に位置し、県都オウレンセからは国道120号線（N-120）で112kmの距離にある。シル川の渓谷の山間部にあり、コマルカ・デ・バルデオーラスのほぼ中央に位置している。
主要な産業はワインの製造で、この地区で生産される良質のワインは、原産地呼称バルデオーラス（DO Valdeorras）で知られる。
ガリシア語話者の自治体住民に占める割合は87.57%（2001年）。

## 地理
オ・バルコ・デ・バルデオーラスはオウレンセ県の北東部に位置し、コマルカ・デ・バルデオーラスに属する。東はルビアーとカルバジェーダ・デ・バルデオーラスと、南はア・ベイガとペティンと、西はビラマルティン・デ・バルデオーラスの各自治体と隣接、北はカスティーリャ・イ・レオン州のレオン県と接している。自治体中心地区はオ・バルコ教区のオ・バルコ地区。
オ・バルコ・デ・バルデオーラスはオ・バルコ・デ・バルデオーラス司法管轄区に属し、同管轄区の中心自治体である。

### 人口
| オ・バルコ・デ・バルデオーラスの人口推移 1900－2010     |
|                                                         |
| 出典:INE（スペイン国立統計局）1900年 - 1991年、1996年 - |

## 政治
自治体首長はガリシア社会党（PSdeG-PSOE）のアルフレード・ラウデリーノ・ガルシーア・ロドリゲス（Alfredo Laudelino García Rodríguez）、自治体評議員はガリシア社会党：9、ガリシア国民党（PPdeG）：7、ガリシア民族主義ブロック（BNG）：1となっている（2011年5月22日の自治体選挙結果、得票順）。
| 1999年6月13日自治体選挙' |        |        |          |
| 政党                     | 得票数 | 得票率 | 獲得議席 |
| PSdeG-PSOE               | 2,403  | 36.00% | 6        |
| PPdeG                    | 1,762  | 26.40% | 5        |
| CG                       | 753    | 11.28% | 2        |
| BNG                      | 749    | 11.22% | 2        |
| DG                       | 418    | 6.26%  | 1        |
| UO                       | 417    | 6.25%  | 1        |
| EU-IU                    | 67     | 1.00%  | 0        |

| 2003年5月25日自治体選挙 |        |        |          |
| 政党                    | 得票数 | 得票率 | 獲得議席 |
| PSdeG-PSOE              | 3,632  | 51.22% | 9        |
| PPdeG                   | 2,270  | 32.01% | 6        |
| BNG                     | 1,082  | 15.26% | 2        |

| 2007年5月27日自治体選挙 |        |        |          |
| 政党                    | 得票数 | 得票率 | 獲得議席 |
| PSdeG-PSOE              | 3,763  | 52.99% | 10       |
| PPdeG                   | 2,630  | 37.04% | 6        |
| BNG                     | 573    | 8.07%  | 1        |
| TEGA                    | 35     | 0.49%  | 0        |

| 2011年5月22日自治体選挙 |        |        |          |
| 政党                    | 得票数 | 得票率 | 獲得議席 |
| PSdeG-PSOE              | 3,710  | 53.10% | 9        |
| PPdeG                   | 2,723  | 38.97% | 7        |
| BNG                     | 444    | 6.35%  | 1        |

## 教区
オ・バルコ・デ・バルデオーラスは14の教区に分けられる。太字は自治体中心地区のある教区。
- アリショ（サン・マルティーニョ）
- オ・バルコ（サン・アマーロ）
- オ・カストロ・デ・バルデオーラス（サンタ・マリーア）
- セスーレス（サン・クレメンテ）
- コエド（サン・アントーニオ）
- エントマ（サン・ショアン）
- フォルカデーラ・エ・ノガレード（サンティアーゴ）
- ミジャロウソ・エ・サントゥルショ（ア・コンセプション）
- ア・プロバ（サンタ・マリーア）
- サンタ・マリーニャ・ド・モンテ（サンタ・マリーニャ）
- サンティゴーソ（サン・ミゲル）
- ビラノバ・デ・バルデオーラス（サンタ・マリーア）
- ビロイラ（サン・マルティーニョ）
- シャゴアーサ（サン・ミゲル）